# Колберт (Оклахома)
Колберт (енгл. Colbert) град је у америчкој савезној држави Оклахома.

## Демографија
По попису из 2010. године број становника је 1.140, што је 75 (7,0%) становника више него 2000. године.
| Група             | 2000.       | 2010.       |
| Белци             | 768 (72,1%) | 786 (68,9%) |
| Афроамериканци    | 183 (17,2%) | 142 (12,5%) |
| Азијати           | 1 (0,1%)    | 3 (0,3%)    |
| Хиспаноамериканци | 17 (1,6%)   | 56 (4,9%)   |
| Укупно            | 1.065       | 1.140       |